# Sommières-du-Clain
Sommières-du-Clain – miejscowość i gmina we Francji, w regionie Nowa Akwitania, w departamencie Vienne.
Według danych na rok 1990 gminę zamieszkiwało 635 osób, a gęstość zaludnienia wynosiła 24 osób/km² (wśród 1467 gmin regionu Poitou-Charentes Sommières-du-Clain plasuje się na 468. miejscu pod względem liczby ludności, natomiast pod względem powierzchni na miejscu 223.).